# Diversity
 (février 2017).
Diversity est un groupe anglais de danse hip-hop ayant remporté la troisième saison de l’émission télévisée britannique Britain's Got Talent. Ils ont aussi gagné Families United Positive Role au Spirit of London Awards. Diversity est initialement connu comme le groupe au gestes rapides (Swift Moves), mais pendant leur première année ensemble, ils ont remporté la compétition de Street Dance Weekend 2007 avant de se présenter à Britain's Got Talent.

## Membres
Formé en 2007, le groupe est composé d'amis originaire de l’Est de Londres (Dagenham, Leytonstone) et d'Essex, et comprend trois paires de frères et quatre de leurs amis. Certains sont encore à l'école ou l'université, mais les membres plus âgés ont leurs propre jobs.
Les membres du groupe dont l'âge varie de 21 à 31 ans sont : Ashley Banjo, Jordan Banjo, Sam Craske, Mitchell Craske, Perri Kiely , Warren Russell et Terry Smith.
Diversity « au feminin » sont appelés OSS, la leader est Talisa Banjo (la sœur d'Ashley et Jordan Banjo).[réf. nécessaire]
Le leader et chorégraphe du groupe est Ashley Banjo .[Quand ?]  Il a commencé à enseigner ses propres chorégraphies à l'âge de quatorze ans. Le manageur du groupe est sa propre mère[réf. souhaitée]. Entre 2009 et 2014 il participe à l'émission Got To Dance aux côtés de l'ex Pussycat Doll, Kimberly Wyatt et aux côtés de l'acteur et danseur de claquettes Adam Garcia. t   [Quand ?]

## Britain's Got Talent
En 2009, le groupe remporte la 3e saison de Britain's Got Talent. Les trois juges ont beaucoup parlé de Diversity durant la compétition, les décrivant presque comme favoris[réf. souhaitée], grâce notamment aux chorégraphies d'Ashley Banjo étant qualifiées comme géniales, intelligentes, drôles et fantastiques[non neutre] par l'un des juges, Amanda Holden. Pendant la finale Simon Cowell avait dit « Si je devais donner une note sur ça, qui est la seule performance de la soirée, je donnerai un 10 »..
Après avoir obtenu trois « oui » de la part du jury durant leur audition le 25 avril 2009, Diversity revint lors de la première demi-finale le 24 mai 2009. Ils perdirent le vote décisif du public pour l'obtention de la première place face à Susan Boyle, cependant ils remportèrent le vote des juges contre Nathalie Okri. Six jours plus tard, lors de la finale, le groupe gagne l'émission, battant ainsi Susan Boyle et Julian Smith (second et troisième respectivement).
Diversity se produit, en tant que vainqueur de la compétition, devant la reine Elisabeth II lors du Royal Variety Show le 7 décembre 2009.
Par la suite, Diversity fut nommé dans la catégorie Danse de la finale du South Bank Show Awards et remporta une récompense lors de la cérémonie du Pride of Britain.
Les Diversity se produisent en juin 2014 aux côtés du girl group Little Mix pour la finale des Britain's Got Talent.
Diversity se produit le 28 mai 2016 pour la finale de la 10e saison des Britain's Got Talent.

## En 2009
Après avoir remporté Britain's Got Talent, le groupe participa à de nouvelles émissions télévisées américaines, tel que The Today Show ou bien, Larry King Live[réf. souhaitée].